# Обикновен беловрат американски козодой
Обикновените беловрати американски козодои (Nyctidromus albicollis) са вид птици от семейство Козодоеви (Caprimulgidae).
Разпространени са в редки гори и тревисти местности, включително в обработваеми земи, в голяма част от Америка, от южната част на Тексас на север до долното течение на Парана на юг. Достигат на дължина 22 до 28 сантиметра. Хранят се главно с насекоми, които улавят в нисък полет, по-рядко търсейки ги по земята.